# Кнуд Расмуссен
Кнуд Йоган Віктор Расмуссен (дан. Knud Johan Victor Rasmussen, 7 червня 1879, Якобсгавн — 21 грудня 1933, Копенгаген) — данський етнограф, антрополог і полярний дослідник. У першій третині XX століття здійснив дев'ять наукових експедицій у Гренландію та одну в Канадський арктичний архіпелаг, в ході якої першим з європейців пройшов на собачих упряжках Північно-західним проходом. Експедиції Расмуссена зробили значний внесок у вивчення географії цих арктичних регіонів, а також вивчення історії, побуту, культури, традицій та фольклору корінних народів Гренландії та полярних областей Північної Америки.

## Біографія

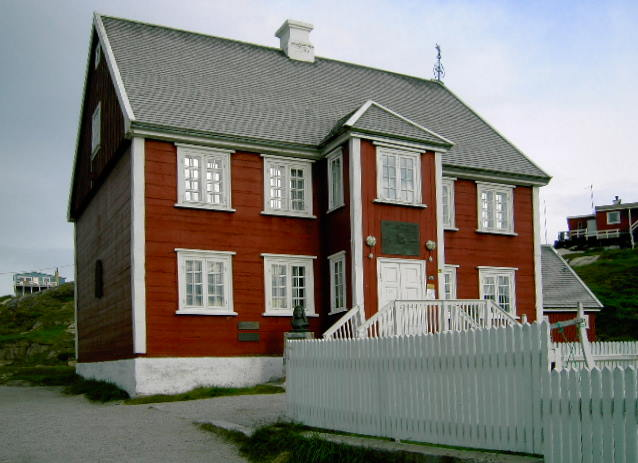
Будинок Расмуссенів у місті Ілуліссат, Гренландія

Кнуд Расмуссен народився 7 червня 1879 року в гренландському місті Якобсгавн (ескімоська назва — Ілуліссат — айсберги) у родині данського місіонера Крістіана Расмуссена, який двадцять вісім років провів на острові, і Луїзи Флейшер, чия мати була ескімоскою. Аж до переїзду в Данію Кнуд жив серед ескімосів, він досконало вивчив гренландську мову, а також зріднився з їхнім способом життя — опанував науку управління санними упряжками, нюанси полювання тощо. «Моїми приятелями були корінні гренландці, з раннього дитинства я грав і працював із мисливцями, так що навіть тяготи найнапруженіших санних поїздок були для мене приємною рутиною».
У 1891 році батько отримав відпустку на один рік, яку родина провела в Данії, де Кнуд почав навчатися у гімназії. Після відпустки батька родина Расмуссенів повернулася в Якобсгавн, а Кнуда залишили на історичній батьківщині продовжувати навчання, яке давалося нелегко, насамперед через проблеми з рідною мовою — гренландську мову він знав краще за данську. 1896 року родина возз'єдналася — батько отримав невелику парафію у Лінге Аллереді (Зеландія).
Після закінчення гімназії у 1898 році Расмуссен вступив до Копенгагенського університету, де вивчав філософію, етнографію, історію, а також слухав лекції з географії, геології, зоології, ботаніки та інших дисциплін. Ще під час навчання він спробував свої сили як актор та оперний співак, але без успіху.

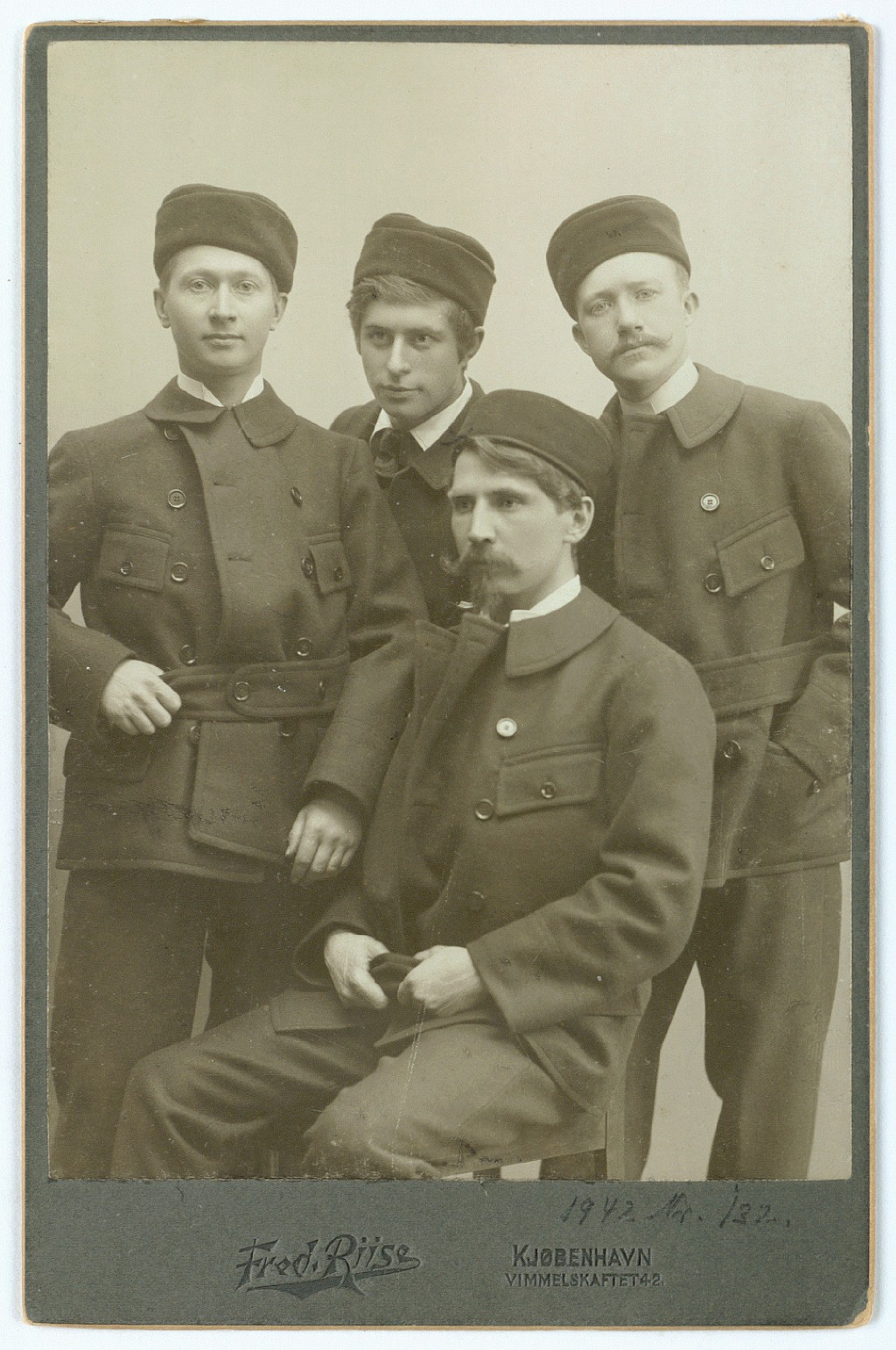
Г. Мольтке, К. Расмуссен, О. Бертельсен Л. Мюліус-Еріксен (сидить)

У 1900 році як оглядач для «Kristeligt Dagblad» Расмуссен супроводжував у поїздці Ісландією данського журналіста та письменника Людвіга Мюліуса-Еріксена (з яким близько зійшовся), а наступного року відвідав шведську Лапландію, де вивчав побут і культуру лопарів. 1908 року Расмуссен опублікував результати своєї подорожі в книзі "Лапландія.
У 1902 році Расмуссен вирушив до своєї першої експедиції до Гренландії — у так звану «Літературну експедицію» під керівництвом Людвіга Мюліус-Еріксена. У ній також брав участь данський художник і письменник Гаральд Мольтке, орнітолог і медик Альфред Бертельсен (дан. Alfred Bertelsen) і гренландський священник Йорген Бренлунн, який приєднався пізніше. Метою експедиції було вивчити побут і культуру гренландських ескімосів, а також записати їхній фольклор. Експедиція тривала до вересня 1904 року, група виконала основні завдання. Мандрівники спочатку працювали в Західній Гренландії, а потім перетнули по кризі на собаках затоку Мелвілл і досягли землі ескімосів Іта, або як її називав Расмуссен, «Королівство північного вітру» й встановив контакт з найпівнічнішим народом Гренландії. Результат експедиції з'явились у книгах Кнуда «Нові люди» (дан. Nye mennesker (1905), в англійському варіанті The people of the Polar north — Люди крайньої півночі) і «Під ударами північного вітру» (дан. Under nordenvindens svøbe (1906)).
У 1905 році Расмуссен за дорученням данського уряду досліджував можливості для оленярства на західному узбережжі Гренландії, у 1906—1908 роках здійснив ще одну поїздку на острів, де знову вивчав культуру і побут аборигенів.
Ще у 1905 році Кнуд дізнався, що через проблеми з навігацією того року китобоям не вдалося досягти протоки Сміта, що означало відсутність можливості для північних ескімосів придбати для себе товари першої необхідності. Це наштовхнуло Кнуда на думку створення торгової місії. 1910 року коштами, заздалегідь зібраним у Данії, він заснував біля мису Йорк на березі затоки Мелвілл торгову факторію і назвав її Туле на честь легендарного острова. Передбачалося, що її існування полегшить тяжке становище корінних жителів Гренландії. Факторія скуповувала товари, пов'язані з мисливським промислом, переважно песцеві шкури, а продавала зброю, пальне, продукти й інші товари. Расмуссен керував діяльністю факторії аж до смерті. 1920 року факторію офіційно приєднали до Данії, а Расмуссен став офіційним представником Данії у Туле.

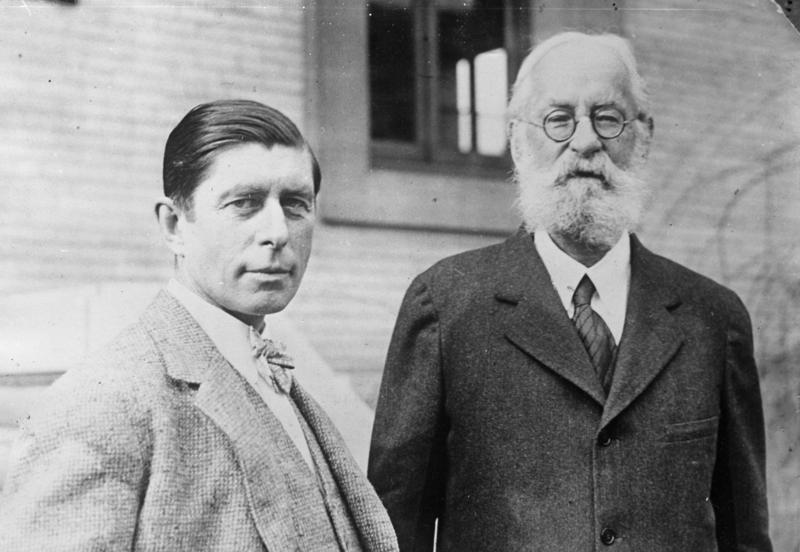
До. Расмуссен й А. Грилі

Організована Расмуссеном торговельна місія також послужила відправною точкою для семи організованих ним полярних експедицій, які отримали назву «тулеських». Їх здійснили у період з 1912 до 1933 роки та охопили величезні території Гренландії та півночі Канади, а також зібрали найцінніший науковий матеріал з географії та геології цих регіонів, побуту та культури ескімоських племен від Атлантики до Тихого океану.
Результати своїх досліджень Расмуссен опублікував у численних книгах. 1912 року він став почесним членом Американського географічного товариства, у 1924 році отримав медаль Чарльза П. Дейлі. 1923 року Королівське географічне товариство нагородило його золотою медаллю Засновників. Також Расмуссена нагородили орденом Данеброг ступеня лицаря (Данія), орденом Святого Олафа ступеня командора (Норвегія), орденом Білої троянди Фінляндії ступеня командора (Фінляндія), орденом Полярної зірки ступеня лицаря (Швеція). 1924 року Копенгагенський університет надав Расмуссену ступінь почесного доктора.
21 грудня 1933 року Кнуд Расмуссен помер у Копенгагені від наслідків харчового отруєння (ботулізму), яке сталося у Гренландії восени того ж року після завершення сьомої тулеської експедиції.
У Гренландії у будинку Расмуссенів, а також у данському Гунестеді, у будинку, у якому жив і працював Кнуд, відкрили музеї. Ім'ям Кнуда Расмуссена названо клас патрульних кораблів арктичної зони ВМС Данії, а також ряд географічних об'єктів на території Гренландії — мис, льодовик, гірський хребет й область — Земля Кнуда Расмуссена.

## Експедиції Туле

### Перша експедиція Туле (1912)

Розташування Індепенденс-фіорду, виділено також поширення палеоескімоських культур Індепенденс I і II

Перша тулеська експедиція Расмуссена відбулася 1912 року. Її основною метою було вивчення «Протоки Пірі», а також можливі пошуки Ейнара Міккельсена, який два роки раніше вирушив на пошуки зниклих Мюліус-Еріксена та Нільса Гег-Гагена. У ній взяли участь картограф (а також співзасновник торгової місії) Петер Фрейген і двоє гренландців — Увдлоріак та Інукітсок. На собачих упряжках дослідники пройшли від Туле близько 300 кілометрів на північ вздовж західного берега Гренландії до селища ескімосів Ета, після чого перетнули льодовиковий щит Гренландії та вийшли на північно-східне узбережжя острова. 4 червня на західному березі Данського фіорда Расмуссен виявив літній табір Мюліус-Еріксена, але не знайшов ні повідомлень, ні слідів перебування Міккельсена. Від Данського фіорда Расмуссен вирушив на північ і поблизу фіорда Індепенденс виявив руїни самого північного поселення палеоескімосів, які отримали назву культури Індепенденс. В рамках подорожі мандрівники з'ясували, що Земля Пірі є півостровом (не знаючи результатів експедиції Мюліус-Еріксена), а також картографували значні ділянки північної та північно-східних областей Гренландії. Усього перша експедиція Туле тривала близько чотирьох місяців, за результатами її роботи Расмуссен опублікував книгу «Мій дорожній щоденник».

### Друга експедиція Туле (1916—1917)

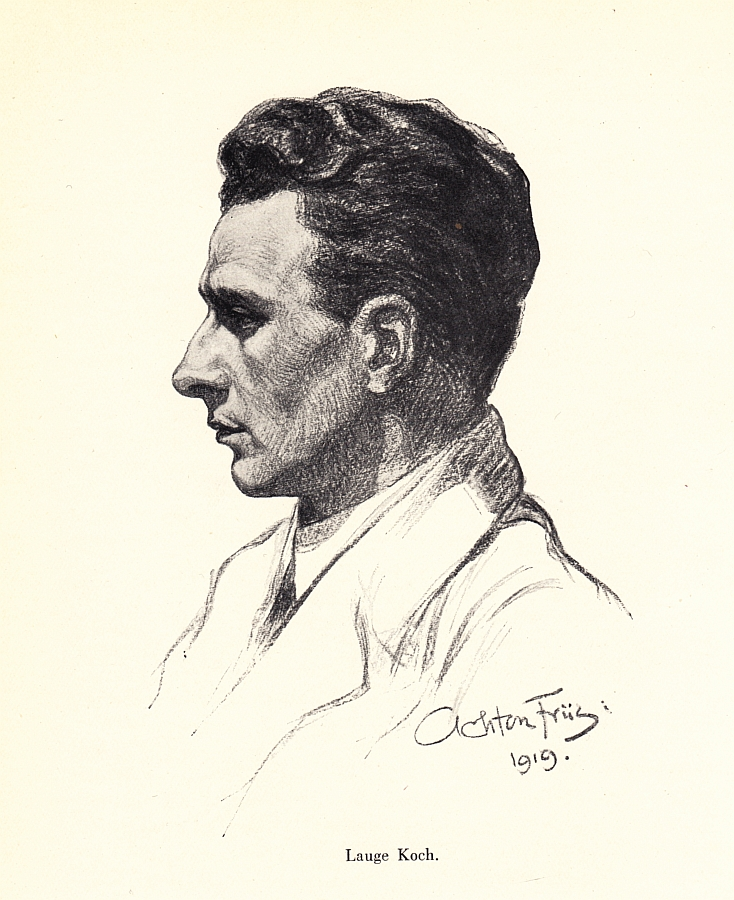
Лауге Кох

Об'єктом другої експедиції Туле стало вивчення фіордів на півночі Гренландії, а також детальне картографування затоки Мелвілл. Експедиція стартувала із Готгобу 18 квітня. До її складу увійшов данський геолог і картограф Лауге Кох, а трохи пізніше (у Туле) до неї приєдналися шведський ботанік Торільд Вульф, гренландець Генрік Ольсен і троє ескімосів — Айяго (Ajako), Inukitsoq і Nasaitordluarsuk («Боцман»). На першому етапі експедиції Кох і Расмуссен досліджували затоку Мелвілл. Кох картографував понад 500 км узбережжя, сам Расмуссен займався археологічними дослідженнями на берегах затоки. Ця частина роботи була виконана. Зиму 1916—1917 років Расмуссен і Кох провели у Туле.
6 квітня 1917 року семеро мандрівників вирушили на північ Гренландії для виконання другої частини наукової програми. До 7 травня вони досягли фіорду Сент-Джордж, де був влаштований невеликий склад продовольства. До 23 червня наукова робота була закінчена — були вивчені та картографовані фіорди Шерард-Осборн, Вікторія, Норденшельд, а також знову відкриті Й. П. Кох-фіорд і Делонг-фіорд. На жаль, розрахунок на поповнення продуктів полюванням в районі фіордів Вікторія та Норденшельд не виправдався, і по дорозі назад мандрівники зіткнулися з гострою нестачею їжі, довелося вбивати собак. Крім цього, за нез'ясованих обставин у районі фіорда Сент-Джордж зник Генрік Ольсен. За 200 кілометрів до селища Ета Расмуссен був змушений залишити ослаблених Коха та Вульфа з двома ескімосами, а сам без нічого разом з Айяго вирушив за допомогою. За п'ять днів вони дісталися до стоянки гренландців, але допомога запізнилася — Торільд Вульф помер, не витримавши випробувань.
Результати експедиції виявилися значними: були картографовані північні області Гренландії у секторі 82-83'35 ° пн. ш — 38-56 ° зх. д, зібрана багата ботанічна колекція, проведено геологічні та гляціологічні дослідження. За результатами експедиції вийшли друком книги Расмуссена «Гренландія вздовж полярного моря», а також науковий звіт Коха «Стратиграфія північно-західної Гренландії».

### Третя та четверта експедиції (1919)
Третя експедиція Туле мала суто практичну мету — організацію складу на мисі Колумбія для експедиції Руаля Амундсена на судні «Мод». Вона проходила без участі її організатора, похід очолив Готфрід Гансен — данський учасник підкорення Північно-Західного проходу. Сам Расмуссен у цей час перебував в Ангмасаліці в етнографічній експедиції, результатом якої став вихід збірки «Міфи та саги Гренландії».

### П'ята експедиція Туле (Данська етнографічна експедиція, 1921—1924)

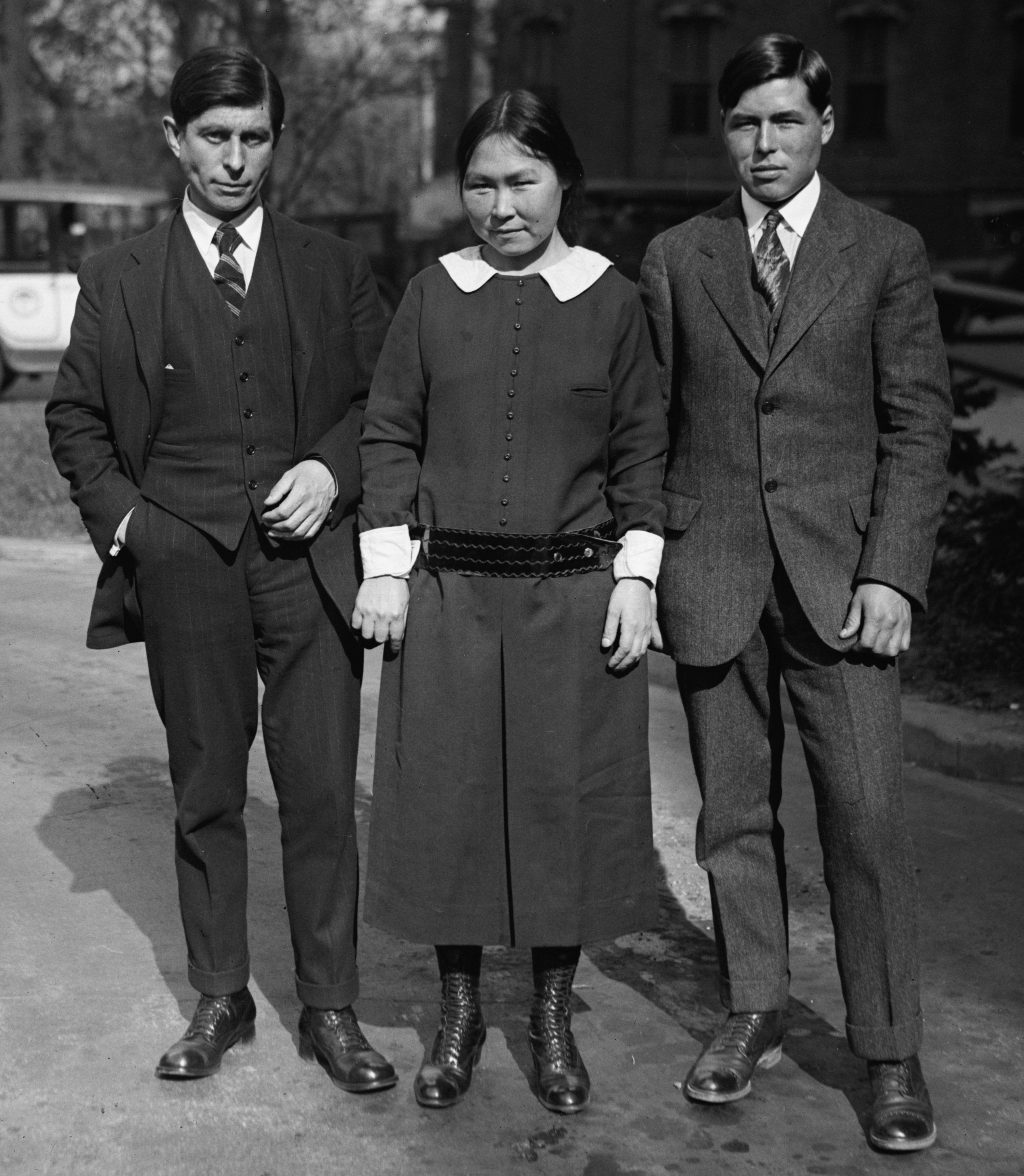
Кнуд Расмуссен зі своїми супутниками з подорожі на Аляску, 1924

Метою п'ятої, найамбіційнішої за задумами експедиції Туле (The Danish Ethnographic Expedition to Arctic North America 1921—1924) було вивчення фольклору, етнографії та антропології корінних жителів полярних областей Північної Америки від сходу Канади до Аляски. В експедиції взяли участь, крім Расмуссена, Петер Фрейген (картограф і зоолог), Кай Біркет-Сміт (етнограф), хельге Бангстед (помічник), Теркель Матіассен (археолог і картограф), Якоб Ольсен (гренландець) — перекладач, а також шестеро ескімосів (по троє чоловіків і жінок — мисливці, каюри, швачки).
Експедиція стартувала 7 вересня 1921 року та вже на початку 20-х чисел таборилася на Данському острові у західній частині Гудзонової затоки, звідки протягом наступних двох з половиною років різні партії здійснювали тривалі санні експедиції на південь, захід і північ американського континенту. Було налагоджено контакти та вивчено племена інуїтів нетсилік, іглулік, карибу, проведено археологічні дослідження. 11 квітня 1923 року Расмуссен у супроводі двох ескімосів вирушив у свою найдовшу подорож довжиною у 18 000 кілометрів. На початку двадцятих чисел травня наступного року він досяг мису Барроу на Алясці — крайньої північної точки континенту та північного поселення інуїтів, після чого успішно дістався Нома. Дорогою він відвідав чи не всі інуїтські племена та зібрав найбагатший етнографічний та фольклорний матеріал.
Експедиція привезла до Данії колекцію з понад 20 000 предметів, з яких 15 000 були етнографічними й археологічними експонатами, які значно поповнили Данські музеї. Результати наукової роботи експедиції опублікували у 10-томному виданні. Книгу Расмуссена про експедицію «Across Arctic America: Narrative of the Fifth Thule Expedition» переклали російською мовою та опублікована під назвою «Великий санный путь».

### Шоста та сьома експедиції (1931—1933)
Наступною метою експедицій Расмуссена стало східне узбережжя Гренландії, яке він уперше відвідав 1919 року. 1931 року на 10-тонному мотоботі «Дагмар» Расмуссен пройшов уздовж східного узбережжя острова від південного краю до Ангмагсаліка, зробивши кілька зупинок і намітивши плани роботи на майбутній сезон (ця розвідка отримала назву шостої експедиції Туле).
Сьома (і остання) експедиція Туле (1932—1933) Кнуда Расмуссена — це добре організований і фінансований урядом Данії захід. Метою експедиції цього разу стали детальне картографування значних ділянок південно-східного узбережжя Гренландії, проведення геологічних, геодезичних і біологічних досліджень між мисом Фарвель і затокою Скорсбісунн. Попри те, що між ними по прямій всього 380 миль, через численні фіорди довжина берегової лінії становить тисячі миль. Експедиція була оснащена вісьмома моторними суднами та літаком, апаратурою для проведення кіно-, фото- й аерознімання, на першому етапі її чисельність становила 35 данців (зокрема науковий колектив: капітан Карл Габель-Йоргенсен (геодезист), Ерік Голтвед, доктор Поул Норлунд (археолог), Р. Богвад (дан. R. Bøgvad— геолог), Поул Гансен (біолог) і Теркель Матіассен (етнограф)) та 28 гренландців, а на другому етапі (1933) понад 150 осіб (з яких 50 європейців, включно з одним англійцем і чотирма німцями). Поставлені перед експедицією завдання були виконані, проте наукових результатів її роботи Расмуссену побачити не судилося. Восени 1933 року в Ангмагсаліку він отруївся м'ясом, і, попри всі можливі вжиті заходи, він помер 21 грудня 1933 року у віці 54 років у лікарні Копенгагена.
Похований на Західному цвинтарі Копенгагена.

## Коротка бібліографія
- Rasmussen, Knud. Under Nordenvindens Svøbe. — Copenhagen : Gyldendal, 1906. — 226 с.
- Rasmussen, Knud. Lapland. — Kjøbenhavn : Gyldendal, 1907. — 170 с.
- Rasmussen, Knud. The people of the Polar north / Herring, G. — London : K. Paul, Trench, Trübner & co., ltd, 1908. — 608 с.
- Rasmussen, Knud. Eskimo Folk-Tales / W. Worster. — London, Copenhagen, Christiania : Gyldendal, 1921. — 194 с.
- Rasmussen, Knud. Greenland by the Polar Sea; the story of the Thule expedition from Melville bay to Cape Morris Jesup / Asta and Rowland Kenny. — New York : Frederic A. Stokes Company, 1921. — 482 с.
- Rasmussen, Knud. Across Arctic America. — G.P.Putnams Sons, 1927. — 545 с.
- Rasmussen, Knud. Report Of The Fifth Thule Expedition 1921—24. The Danish Expedition To Arctic North America In Charge of Knud Rasmussen, 10 volumes:

- Rasmussen, Knud. Intellectual culture of the Iglulik Eskimos. — Copenhagen, 1929. — 350 с.
- Rasmussen, Knud. Observations on the intellectual culture of the Caribou Eskimos. — Copenhagen, 1930.
- Rasmussen, Knud. Iglulik and Caribou Eskimo tests. — Copenhagen, 1930.
- Rasmussen, Knud. The Netsilik Eskimos, social life and spiritual culture. — Copenhagen : Gyldendal, 1931. — 668 с.
- Rasmussen, Knud. The Eagle's Gift: Alaska Eskimo Tales / Isobel Hutchinson. — Doubleday, Doran, Incorporated, 1932. — 235 с.
- Rasmussen, Knud. Intellectual Culture of Copper Eskimos. — Gyldendal, 1932. — 350 с.